# Theodor Clemmensen
Theodor August Clemmensen (født 24. august 2006 i Rakkeby) er en cykelrytter fra Danmark, der kører for Red Bull-Bora-Hansgrohe Rookies.

## Karriere
Som niårig begyndte Theodor Clemmensen at cykle med inspiration fra storebror Silas, som blandt andet deltog ved PostNord Danmark Rundt tre gange. I 2016 blev Theodor meldt ind i Aalborg Cykle-Ring. I 2020 blev han U15-danmarksmester i linjeløb og enkeltstart.
I 2022 kørte han flere løb for det belgiske U17-mandskab Team Isorex, inden han fra starten af 2023 skrev kontrakt med World Tour-holdet Bora-Hansgrohes udviklingshold Team Auto Eder. Den 26. marts 2023 kom karrierens hidtidige største resultat som juniorrytter, da Clemmensen kom på andenpladsen ved juniorudgaven af Gent-Wevelgem.

## Meritter
2020
 U15-danmarksmester i linjeløb
 U15-danmarksmester i enkeltstart
1. plads, Jysk-Fynsk mesterskab i enkeltstart
2. plads, Jysk-Fynsk mesterskab i linjeløb
2023
2. plads, Gent-Wevelgem junior
2. plads samlet ved Cottbuser Juniors
3. plads, 3. og 4. etape
2. plads, Valli del Soligo Juniors
2024
1. plads, Gran Premio del Perdono
1. plads samlet, Grand Prix Rüebliland
1. plads, 3. etape
2. plads, Grand Prix Général Patton
5. plads, Paris-Roubaix Juniors